# Исторически звукови закони в българския език
Исторически звукови закони в българския език са такива промени в изговора на звукове от една и съща морфема (редуване на гласни или редуване на съгласни), които промени съществуват и понастоящем в българския език, но са били обусловени в миналото от закономерност, която вече не е в сила.
Съвременни звукови закони в българския език се наричат онези редувания на звукове, които са обусловени от закономерност, която действа в българския език и понастоящем.

## Исторически звукови закони
Звуковите закони са причина за различни редувания на гласни и съгласни.

### Редуване на гласни
Редуването на гласни е характерно за българския език и за славянските езици изобщо.
Пример:
в българския език: прочета — прочитам;
в руския език: беру — выбираю.

#### Редуване на гласни в корена
Редуването на гласни в корена е една от най-старите звукови промени. В думи и форми, образувани от един и същи корен, гласната се мени и може да изпада. Например
избор, избирам, брах, бера.
Както се вижда от примера, при еднокоренни глагол и име често в корена на името стои гласната о, а в корена на глагола на нейно място стои някоя от гласните е и и или липсва гласна. Такива редувания се срещат често:
стол, постилам, застлан, стеля;
раздор, раздирам, съдран, дера;
мор, умирам, умрял.
Това редуване се е замъглило с развитието на езика. От една страна, били са образувани глаголи с коренна гласна о от именна основа:
ров — ровя;
ложе — сложа.
От друга страна, били са образувани имена от глаголна основа без промяна на кореновата гласна:
пробив, допир, завивка.
В някои случаи редуването на гласни се преплита с други явления. Например
клетва, проклинам, кълна;
след изпадането на кореновата гласна в основната форма на глагола (кълна) се образува струпване на съгласни, затова се вмъква непостоянно ъ.
Когато от свършен глагол се образува несвършен глагол от III спрежение с наставката -а- или -я-, кореновата гласна е се заменя с и:
прочета — прочитам;
изплета — изплитам;
постеля — постилам.
Ако свършеният глагол съдържа наставката -н-, тя отпада, а кореновата гласна се заменя с я:
легна — лягам;
седна — сядам.
Ако свършеният глагол няма коренова гласна, несвършеният получава коренова гласна и:
умра — умирам;
простра — простирам.
Ако свършеният глагол има коренова гласна о, тя се заменя с а:
сложа — слагам;
съборя — събарям.
Много видови двойки са изключения, тоест при тях няма редуване на гласни:
уморя — уморявам;
намокря — намокрям.

#### Редуване на гласни при други морфеми
В наставките и окончанията се редуват гласните о и е:
- В окончанията -ове и -еве за образуване на множествено число на едносрични съществителни от мъжки род, които в ед.ч. завършват на гласна + й:

брой — броеве;
кей — кейове.
- В окончанията -о и -е за ср.р. ед.ч.:

села — село (твърда основа);
поля — поле (мека основа).
- В окончанията -(й)о и -е за ср.р. ед.ч. при местоимения и прилагателни имена, завършващи на гласна + й или на шушкава съгласна:

мое и мойо;
свое и свойо;
чие и чийо;
наше и нашо;
ваше и вашо;
гъше и гъшо;
паче и пачо;
бивше и бившо.
Във всички тези и подобни случаи книжовната норма е приела само варианта с е. По изключение нормата е приела и бъдеще, и бъдещо, но бъдеще е съществително име, а бъдещо е прилагателно. По същия начин стои въпросът с думите настояще и настоящо.
- В наставки за образуване на съществителни имена от женски род се редуват гласните о и е, като о се долепва до твърда основа, а е се долепва до мека основа.

При съществителни от ж.р. на -ост/-ест:
 — твърдо д — младост;
 — меко р — горест.
При съществителни от ж.р. на -ота/-ета:
 — твърдо н — тъмнота;
 — меко щ — нищета.
- В наставките -ов/-ев за образуване на прилагателни имена, фамилни имена и презимена също се редуват гласните о и е:

чичов, дядов, танцов, бананов, Иванов, Димитров;
славеев, слънчев, лицев, тютюнев, Пеев, Пенчев.
- С ударено окончание след същите наставки:

делови, полкови;
строеви, огневи.
- В комбинациите от наставки -овен/-евен за образуване на прилагателни имена се редуват същите гласни:

духовен, лъжовен, грижовен, книжовен;
душевен, плачевен.
Тези гласни се редуват и като съединителни морфеми. Коя от тях се използва, зависи от основата на първата дума:
- -о- при твърда основа:

светлоок, дърводелец, водомер, умозрителен;
- -е- при мека основа:

синеок, мореплавател, земемер, огнедишащ.
Дали основата е твърда, или мека, може да се провери по различни начини:
- За прилагателните това се вижда от окончанията на формите за женски и среден род:

твърда основа: светла, светлo;
мека основа: синя, синьo.
- За съществителните от женски и среден род типът на основата личи от окончанието в ед.ч.:

твърда основа: вода, дървo;
мека основа: земя, море.
- За съществителните от мъжки род типът на основата се познава от определителния член:

твърда основа: умът;
мека основа: огънят.

### Редуване на съгласни
В българския език има различни редувания на съгласни. Някои от тях са характерни за повечето славянски езици, други са отличителна черта на българския език.

#### Палатализация
Палатализация се нарича смекчаването на звуковете чрез доближаване на езика до небцето (лат. palatum). Процесите на палатализация в славянските езици започват още в праславянския език и предизвикват съществени промени във фонетичната им система.

#### Първа палатализация
В древността славянските езици притежават само твърди задноезични съгласни (к, г, х), тоест не съдържат срички хе, ги, кю и т.н. При получаване на съчетание от задноезична съгласна (в края на корен или основа) пред ь или й (вкл. ю, я), или пред мека (предна) гласна (е, и) задноезичната съгласна се заменя с шушкава съгласна, както следва:
к се заменя с ч;
г се заменя с ж;
х се заменя с ш.
С течение на времето меките средноезични съгласни [ ч', ж', ш' ] загубват мекостта си и понастоящем са само твърди в българския език. Затова след тях вече не се пишат ю и я, а съответно у и а.
Първата палатализация е въздействала върху образуването на сродни думи (съществителни, прилагателни и глаголи):
висок — височина;
благ — блажен;
монах — монашески.
Така са получени някои форми за мн.ч. на съществителни от ср.р.:
око — очи;
ухо — уши.
Всъщност това са форми за двойствено число, което понастоящем е изчезнало, затова те са преосмислени като форми за множествено число. Оцелели са като названия на чифтни органи.
Тази палатализация е повлияла на спрежението на някои глаголи. Например глаголът пека в сегашно време променя к в ч:
пека, печеш, пече и т.н.
В минало несвършено време:
печах, печеше, печеше и т.н.
Формата за 1 л. ед.ч. е била печях, но след като шушкавите съгласни са затвърдели, вече се пише и изговаря печах.
В минало свършено време:
пекох, пече, пече и т.н.
В повелително наклонение:
печи, печете и т.н.
При други глаголи от I и II спрежение съгласната остава променена във всички лица и числа. Например към съществителното дълг се добавя основната гласна и, при което г преминава в ж и се получава формата дължи за 3 л. ед.ч. сег.вр., т.нар. основа на глагола в сег.вр. Въпреки че основната гласна се губи в основната форма дължа (1 л. ед.ч. сег.вр.), съгласната ж се запазва, не се превръща обратно в г.
Други примери за образуване на глаголи:
мъка — мъча;
глух — заглуша.
Първата палатализация влияе на формите в звателен падеж:
бог — боже;
човек — човече;
войник — войниче;
юнак — юначе.
Много често тези форми съвпадат с умалителните, затова се предпочита окончанието о:
войнико, юнако.
Някои случаи не могат да бъдат обяснени само с първата палатализация, защото действието ѝ се преплита с други явления:
другар — дружба;
слуга — услужлив;
плах — плашлив.
Например първата дума се е пишела на старобългарски така:
,
откъдето се вижда, че след ж е стояла мека гласна (ь), което обяснява замяната на г с ж при тази дума. Впоследствие тъмната гласна ь е изчезнала, но звукът ж не се е превърнал обратно в г и думата дружба е приела сегашния си вид.

#### Втора палатализация
Постепенно някои звукове се променят и така отново възникват комбинации от предни (меки) гласни (е, и) след задноезични съгласни (к, г, х). Последните се смекчават в такива позиции до [ц', з', с' ], като след време губят силната си мекост и се превръщат в обикновени съскави съгласни:
к преминава в ц;
г преминава в з;
х преминава в с.
Втората палатализация влияе на формите за мн.ч. на съществителните от мъжки род:
ученик — ученици;
рак — раци;
залог — залози;
монах — монаси.
По нея са получени и някои форми за мн.ч. на думи от женски род:
ръка — ръце;
нога — нозе.
Това са форми за двойствено число, преосмислени като форми за мн.ч.
По втората палатализация са получени някои глаголи:
река — порицавам;
подвиг — подвизавам се.
Сега гласната след съскавите съгласни е а, тъй като те са затвърдели с течение на времето.

#### Трета палатализация
Първата и втората палатализация създават редуване на три тройки от съгласни:
к — ч — ц;
г — ж — з;
х — ш — с.
Примери:
юнак — юначен — юнаци;
съпруг — съпружески — съпрузи;
стомах — стомашен — стомаси.
Понастоящем е възможно да се образуват срички ке, хи, ги и др.под., защото тези исторически звукови закони вече не действат. Например множественото число на думата съпруга сега е съпруги, но някога, когато са действали съответните звукови закони, окончанието за мн.ч. на съществителните от ж.р. е било ы, не и, а пък ы е задна гласна, затова не действа омекчаващо на предходната съгласна. Впоследствие гласната ы е преминала в и, но тогава звуковият закон вече не е действал, затова съгласната г в думата съпруги се е запазила.
В историческото развитие на българския език е имало и трета палатализация. При нея редуването на съгласните остава в рамките на посочените тройки, само че тя променя формите на още думи. Действието ѝ може да се опише формално като преминаване от третия към втория елемент в първата и втората тройка. Тоест тя редува:
ц със ч (най-често);
з със ж (по-рядко).
В действителност изходна е формата със задноезична съгласна, от която са получени другите, но тази форма невинаги е оцеляла в езика, затова действието на третата палатализация се описва, като се приема за изходна формата със съскава съгласна.
Пример за редуване на з със ж:
княз — княже, княжески.
Самата дума княз произхожда от по-стара форма, в която на мястото на з е стояло г. Понастоящем този звук се пази в сродната дума княгиня.
Повече са примерите за редуване на ц със ч. Така са произведени нови от стари съществителни:
творец — творчество;
граница — граничар;
лъжица — лъжичка;
птица — птиче;
деца — дечица.
От някои съществителни са произведени прилагателни:
старец — старчески;
врабец — врабчов;
месец — месечен;
слънце — слънчев;
овца — овчи.
От някои съществителни са произведени глаголи:
граница — гранича;
сърце — насърчавам.
Звателен падеж на съществителни на -ец:
отец — отче;
старец — старче.
Формата със съскава съгласна се приема за изходна, тъй като действителната изходна форма (тази със задноезичната съгласна к) не се пази в езика. Някои сведения за по-старите форми могат да се намерят в статията „Палатализация в славянските езици“.

#### Редуване на [с, з] със [ш, ж]
Трите палатализации, описани по-горе, създават редуване на три тройки от съгласни:
к — ч — ц;
г — ж — з;
х — ш — с.
Редуване само между съскави и шушкави съгласни, и то само в рамките на втората и третата тройка, като резултат от въздействието на някогашния звук й (йота) върху съскавите съгласни, се среща в следните случаи:
- В основите на някои глаголи от I и II спрежение:

писах, писмо, писател — пиша;
мазах, мазен, мазилка — мажа;
казах, ка̀зан, разказ — кажа;
изкусих, изкусител — изкуша.
- В някои глаголи от несвършен вид, III спрежение, образувани с първоначална наставка -ява- (впоследствие я заменено с а заради затвърделите шушкави съгласни):

изкуся — изкушавам;
отразя — отражавам;
изображавам, възвишавам, унижавам;
наред с по-новите дублетни форми:
изобразявам, възвисявам, унизявам,
изкусявам, отразявам.
- В някои отглаголни съществителни имена от църковнославянски и руски произход:

изкушение, отражение, повишение, жертвоприношение.

#### Редуване на [ст, ск] със [шт] и на [зг] със [жд]
Това редуване се извършва под въздействието на йотата [й] върху съчетанията от звукове [ст], [ск] и [зг]. Редуването се среща предимно при глаголи, но също при отглаголни съществителни на -ние и при някои други имена.
Примери за редуване на [ст] със [шт]:
простя — прощавам, опрощение;
гост, гостя — гощавам, угощение, гощавка;
кръст, кръстя — кръщавам, кръщение, кръщавка.
Примери за редуване на [ск] със [шт]:
писклив, пискам — пищя, пищялът, пищялка;
хрускав, хрускам — хрущя, хрущялът;
драскам — дращя.
Пример за редуване на [зг] със [жд]:
глозгам — глождя.

#### Редуване на [т] със [шт] и на [д] със [жд]
Редуването е следствие от влиянието на някогашния звук йота [й] върху [т] и [д]. Наблюдава се при различни части на речта.
Примери:
посветя — посвещавам, посвещение;
похитя — похищавам, похищение;
усетя — усещам, усещане;
смут, смутя — смущавам, смущение;
платец, платя — плащам;
жаден, жадувам — жажда;
род, родя, родилен — раждам, рождение;
говедо — говежди;
град, градя — гражданин, изграждам.
Това редуване е много старо: има го още в старобългарския език:
 — .
То е отличителна черта на българския език, тъй като липсва в другите славянски езици. Например на българската дума гражданин съответства руската горожанин.

#### Отпадане на [н], [т] и [д]
Когато от глагол с наставка -н- се образува несвършен глагол от III спрежение с наставка -ва-, то наставката -н- отпада:
викна — виквам;
глътна — глътвам;
клъвна — клъввам;
тръгна — тръгвам;
и мн.др.
Когато съгласната н не е наставка, тя не отпада:
жъна — дожънвам;
застена — застенвам.
Глаголите от I разред на I спрежение завършват на -ох в 1 л. ед.ч. на минало свършено време. Звукът пред -ох може да бъде само някой от следните:
д, т, з, с, к.
Ако този звук е д или т, той отпада при образуване на минало свършено деятелно причастие:
чета — четох — чел;
дам — дадох — дал.
При глаголите отида и бъда звукът д отпада и при образуване на глагол от несвършен вид:
отида — отивам;
бъда — бивам.

#### Вмъкнато [л]
Когато след някоя от устнените съгласни
б, п, в, м
следва гласна, то между двата звука се вмъква л. Явлението се нарича вмъкване или епентеза, а вмъкнатото л се нарича още епентетично л. Явлението се наблюдава най-често при образуване на отглаголни съществителни на -ние, както и при образуване на несвършени глаголи от свършени.
Примери:
оскърбя — оскърблeние;
употребя — употреблeние;
сабя — саблeн (удар);
престъпя — престъплeние;
изкупя — изкуплeние;
представя — представлявам;
управа — управление;
изумя — изумлeние;
земя — земляк, оземлявам.

## Съвременни звукови закони
Съгласните се делят на сонорни (р, л, м, н, й) и шумови (всички останали). Шумовите съгласни се делят на двойки звучни и беззвучни съгласни (б – п; в – ф и т.н.); само беззвучната съгласна х няма звучно съответствие.
Така нареченото уподобяване на съгласни (асимилация) означава, че последователно разположените шумови съгласни се изравняват по звучност. Уподобяването е регресивно: всяка шумова съгласна влияе върху съгласната пред себе си. Следователно всички съгласни в групата се озвучават или обеззвучават съответно според вида на последната шумова съгласна в групата (звучна или беззвучна). Съгласните в края на думата се обеззвучават, тоест паузата в края на думата въздейства подобно на беззвучна съгласна.
Сонорните съгласни  не се обеззвучават, защото нямат беззвучни съответствия, и самите те не действат озвучаващо на предходните шумови съгласни:
смел [смел], не [змел].
Тоест гласните и сонорните съгласни разделят всяка дума на групи от шумови съгласни и всяка група се озвучава или обеззвучава според вида на последната шумова съгласна (в края на думата се обеззвучава).
Съгласната в е особена: в миналото е била сонорна, но сега не е. Затова тя се обеззвучава пред беззвучни съгласни:
вторник [фторник];
но не действа озвучаващо на предходните съгласни. Отчетливо се различават например първите звукове в думите свиня и звънец:
свиня [свин'а], не [звин'а];
звънец [звънец].
Съгласната х, която няма звучно съответствие, не може никога да се срещне пред звучна шумова съгласна (с изключение на съгласната в, която обаче не озвучава предходните съгласни).
Клитиките (думите, които нямат собствено ударение) се изговарят заедно с предишната или със следващата дума (според вида на клитиката). Уподобяването на съгласните протича в рамките на тази цялост, все едно че тя е една дума:
с Борис [з борис];
с Таня [с тан'а].
Изключение е предлогът в (във), който пред гласна, пред сонорна съгласна и пред в се произнася [ф], съответно [въф]:
в морето [ф морето];
в името [ф името];
във виното [въф виното].
При словосъчетания от две пълнозначни думи с ударения уподобяването по звучност е също както в средисловието:
хубав край [хубаф край];
влакът замина [влакъд замина].
Но ако втората дума започва с гласна, със сонорна съгласна или с в, тогава съгласните в края на първата дума се обеззвучават:
сняг вали [сн'ак вали];
млад офицер [млат офицер];
след месец [слет месец].
Уподобяването на съгласни не намира отражение при писане. В българския правопис действа т.нар. морфологичен принцип, според който всяка морфема се пише по един и същи начин независимо от фонетичното си обкръжение. Например представката из- се пише винаги със з, а представката с- се пише винаги със с.

### Обеззвучаване на съгласни
Обеззвучават се шумовите съгласни в края на думата и тези пред беззвучна съгласна:
дъжд [дъшт], но дъждът [дъждът];
мраз [мрас], но замразен [замразен];
изток [исток], но изискан [изискан].

### Озвучаване на съгласни
Озвучават се шумовите съгласни пред звучна шумова съгласна, различна от в:
отбор [одбор], но отида [отидъ];
сграда [зграда], но свия [свийъ].

### Редуване на меки и твърди съгласни
В съвременния български език меките съгласни са позиционно ограничени: те могат да съществуват само пред гласна. В останалите позиции меките съгласни се заместват от съответните твърди съгласни, тоест редуват се мека и твърда съгласна.
Например съгласната т в края на думата зет [зет] е била мека и тази мекост се пази пред гласна, например в членуваната форма зетя(т) [зет'ъ(т)], както и във формата за множествено число зетьове [зет'ове]. Обаче в основната форма на думата зет съгласната т е станала твърда. Подобни замени на мека с твърда съгласна се наблюдават и при много други думи:
кон [кон] — коня(т) [кон'ъ(т)];
жител [жител] — жителя(т) [жител'ъ(т)];
цар [цар] — царя(т) [цар'ъ(т)].
Редуване на меки и твърди съгласни се получава в края на някои съществителни от женски род и глаголи при смяна на окончанието:
бани [бани] — баня [бан'а];
дюли [д'ули] — дюля [д'ул'а];
летиш [летиш] — летя [лет'ъ];
върви [върви] — вървят [върв'ът].
В някои позиции се смекчават съгласни, които поначало са твърди, най-вече крайните съгласни на представките, когато попаднат пред дума, започваща със звука й, тоест с някоя от буквите ю и я. В такъв случай звукът й се губи, от него остава само мекостта. Например от думата юзда [йузда], представката раз- [раз] (с твърдо з) и наставката -н [н] се получава думата разюздан [раз'уздан], в която звукът й е изчезнал, а звукът з от представката е станал мек. Твърдостта му се пази в други думи, например разбирам [разбирам]. Подобно редуване на твърди и меки съгласни се среща често:
разисквам [разисквам] и ярост [йарост], но разярен [раз'арен];
подучвам [подучвам] и ям [йам], но подям [под'ам].
Редуване на меки и твърди съгласни се наблюдава и при преглас на я в е:
вяра [в'ара] — верен [верен];
тяло [т'ало] — тела [тела].

### Непостоянни гласни
Непостоянна гласна е т.нар. вметнато ъ, което се добавя в края на думата, когато тя завършва на сонорна съгласна (или в), непосредствено предшествана от шумова съгласна. В други форми на думата или в сродни думи, когато се добавят гласни след сонорната съгласна, това непостоянно ъ изпада, тъй като вмятането му е нужно само за по-лесното произнасяне на съчетанието от звуци:
хитър, но хитри;
рекъл, но рекла;
светъл, но светло;
мъртъв, но мъртвец.
Вметнато ъ се появява и при чужди думи:
театър, но театри;
център, но центрове.
Вметнато ъ има и в някои имена, вкл. чужди:
Димитър, но Димитрина;
Петър, но Петровден;
Жан-Пол Сартър, Йозеф Хайдън;
Херакъл, Софокъл.
Не се вмята непостоянна гласна при съчетание само от сонорни (без шумови) съгласни:
хълм, филм, кълн, сонм;
Карл, Берн.
Вмята се ъ в средисловието, пред сонорна съгласна, която се намира между две шумови съгласни:
бегълци, но беглец;
брашънце, но брашно.
Вмятането на ъ може да стане и в други позиции:
кълна, но клетва.
Понякога се вмята непостоянно е:
песен, но песни;
тесен, но тесни.
Непостоянно е има и в други позиции, дори под ударение:
певѐц, но певцѝ;
борѐц, но борцѝ;
ста̀рец, но ста̀рци.

### Премятане
За разлика от някои други славянски езици, сонорните съгласни р и л
в българския език не са сричкотворни. Гласният елемент се е отделил от тях като самостоятелен звук ъ, който застава ту пред сонорната съгласна, ту след нея, за да улесни произнасянето на думата:
гръб, но гърбица;
млъквам, но мълча.
Това явление се нарича премятане или премет (гр. метатеза). Мястото на това подвижно ъ се определя по следните правила:
- В едносрична дума и в последната сричка на многосрична дума звукът ъ стои след сонорната съгласна, ако след това има поне една съгласна:

гръб, връх, трън, млък, плът, двугръб.
Изключения:
сърп, смърт, жълт, вълк и др.
- В многосрични думи, в сричка, която не е последна, мястото на подвижното ъ зависи от броя на съгласните до следващата гласна:
  - Ако има само една съгласна, подвижното ъ застава пред сонорния звук:

гърбица, мълчание, върхове.
Изключения:
трънен, мръсен, гръмотевица, плъхове.
- Ако има две или повече съгласни, подвижното ъ застава след сонорния звук:

гръбнак, млъквам, връстник.
Изключения:
умъртвя, повърхност, усърдно, сълзлив.
Част от изключенията могат да се обяснят с влиянието на църковнославянския и руския език, като подвижното ъ запазва мястото на руското е:
смерть (рус.) — смърт (бълг.);
поверхность (рус.) — повърхност (бълг.);
усердно (рус.) — усърдно (бълг.).
Една голяма група от изключения са глаголите от III спрежение, от несвършен вид, образувани с наставка -ва- от глаголи с представки, в които подвижното ъ стои пред сонорната гласна:
изпържвам от изпържа;
свързвам от свържа;
разгърдвам се от разгърдя се;
нагълтвам от нагълтам.
Обяснението на това изключение е, че някога наставката -ва- е била -ува-. Например глаголът нагъ̀лтвам е звучал като нагъ̀лтувам.
Същото изключение важи и при съответните отглаголни съществителни:
изпържване, свързване, нагълтване.
Понякога това изключение играе смислоразличителна роля:
избърсвам идва от избърша;
избръсвам идва от избръсна.

### Ятов преглас
В определени случаи т.нар. променливо я се прегласява в е: когато е неударено или пред мека сричка, или пред шушкава съгласна:
бя̀ла, но белота̀;
тя̀хна, но тѐхни;
пря̀ка, но прѐчка.
Има обаче многобройни изключения от ятовото правило.

### Прилагателни с наставка-ск-
В българския език има многобройни прилагателни с наставка -ск-:
български, руски, английски, градски, селски и т.н.
Когато основата завършва на гласна или на задноезична (к, г, х), съскава (з, с, ц) или шушкава (ж, ш, ч, дж) съгласна, или на -щ, или на -ст, настъпва звукова промяна.

#### Правила
- Ако основата завършва на ж, ш, щ, ст, дж или с, то звукът с от наставката отпада:

бургаски, руски, ескимоски;
мъжки, младежки, парижки, витошки;
букурещки, кеймбриджки, алпинистки.
- Ако основата завършва на з, то или отпада звукът с от наставката, или з минава в ж и се вмъква е:

Кавказ — кавказки;
княз — княжески.
- Ако основата завършва на г, то г преминава в ж, а звукът с от наставката отпада или се вмъква е:

Разлог — разложки;
Прага — пражки;
Волга — волжки;
бог — божески.
- Ако основата завършва на к, тогава има няколко възможности. Най-често съчетанието кс се заменя с ш:

юнак — юнашки;
войник — войнишки.
Рядко съчетанието кс се заменя с ц:
грък — гръцки.
Много често обаче к се заменя с ч и се вмъква е:
пътник — пътнически (и остар. пътнишки);
въстаник — въстанически;
техника — технически.
Забележка: Поради многото прилагателни на -ически се приема, че в българския език освен наставката -ск- има и наставка -ическ-. Например за думата химически е по-логично да се разглежда като образувана от химия, а не от химик. Думата технически може аналогично да се разглежда като образувана от корена техн с наставката -ическ- и окончанието -и.
- Ако основата завършва на х, то съчетанието хс се заменя с ш:

сиромах — сиромашки;
чех — чешки;
влах — влашки.
Изключение: Прилагателното от казак (казаци) е казашки (напр. Казашко хетманство), затова прилагателното от казах (казахи) по изключение е казахски (напр. казахски език), като целта на това изключение е да се избегне двусмислието.
- Ако основата завършва на ч, това ч остава непроменено или минава в ш, а с от наставката отпада в двата случая:

Ловеч — ловешки;
Петрич — петрички (геогр.) или Петришки (фамилия).
- Ако основата завършва на ц, то има няколко възможности. Понякога съчетанието цс се заменя с ш:

вдовица — вдовишки.
По-често ц се заменя с ч и се вмъква е:
старец — старчески;
певец — певчески.
- Една група съществителни от среден род имат окончание е и образуват прилагателни с наставката -ешк-, като окончанието -е отпада (практически просто се добавя шки):

бебешки, момчешки, телешки.
Забележка: Наставката -ешк- се използва и при други думи:
старешки, бабешки.

#### Прилагателни на-ск-за географски области
Имената на държавите и географските области най-често завършват на -ия в българския език. Когато основата завършва на една съгласна (предшествана от гласна), най-често наставката -ск- се добавя към основата (тоест завършекът -ия отпада). При това важат правилата за звуковите промени, описани по-горе.
Примери:
България — български;
Русия — руски;
Чехия — чешки.
Ако основата завършва на съскава или шушкава съгласна или на две или повече съгласни, от -ия отпада само крайната гласна (йотуваното [а]), остават звукът [и] и йотата [й], а наставката -ск- се вмъква след тях (и ударението се премества върху предпоследната сричка):
Австрия — австрѝйски;
Белгия — белгѝйски;
Англия — англѝйски;
Мала Азия — малоазѝйски.
По изключение така образуват прилагателни и някои съществителни от предишната група:
София — софѝйски.
В отделни случаи прилагателното се образува от названието на народността, като наставката -ец се заменя със -ск- (и се добавя окончание):
Италия — италианец — италиански (рядко: италийски).
Когато името на държавата завършва на -ция, настъпват множество звукови промени:
Франция — френски;
Турция — турски.
При някои имена на -ция е по-лесно да се изходи от названието на народността:
Швеция — швед — шведски;
Гърция — грък — гръцки.
Прилагателни имена от имената на континентите се образуват не направо, а от названията на жителите им, като наставката -ец се заменя със -ск- (и се добавя окончание). Ако основата завършва на гласна, се вмъква й.
Австра̀лия — австралѝец — австралѝйски;
А̀зия — азиа̀тец — азиа̀тски;
Амѐрика — америка̀нец — америка̀нски;
А̀фрика — африка̀нец — африка̀нски;
Евро̀па — европѐец — европѐйски.
Прилагателното антарктѝчески се образува не пряко от името на континента Антарктѝда, а от названието на географската област Анта̀рктика.